# Signum Laudis
Het Signum Laudis was de gebruikelijke naam voor wat officieel de "Medaille voor Militaire Verdienste" (Militärverdienstmedaille) van de Oostenrijks-Hongaarse dubbelmonarchie heette.
De medaille was verbonden aan de op 12 mei 1890 door keizer Frans Jozef I van Oostenrijk, apostolisch koning van Hongarije gestichte Orde van Militaire Verdienste ("Militärverdienstorden").

## Toekenning en uiterlijk
De medaille was bestemd voor die officieren die de "Allerhoogste lovende opmerkzaamheid (Allerhöchste belobende Anerkennung)" voor hun verdiensten hadden verkregen. Dat wil in het Byzantijnse taalgebruik van de K. und K. Monarchie zeggen dat het oog van de keizer op hen en hun werk was gevallen.
In vredestijd was het lint rood maar in oorlogstijd werd de medaille aan het rood-wit gestreepte lint van het Kruis voor Militaire Verdienste ("Militärverdienstkreuz") op de linkerborst gedragen.
In maart 1911 werd naast de bronzen medaille ook een zilveren medaille, ten teken van twee decoraties met het Signum Laudis, ingevoerd. In april 1914 kreeg men toestemming om de zilveren en bronzen medaille beiden te dragen. Zie ook de Draagvolgorde van de Oostenrijkse onderscheidingen, De medaille werd in het protocol hoger ingeschaald dan het Grootkruis in de Frans Jozef-orde en volgde in aanzien op het commandeurskruis van de Koninklijk Hongaarse Orde van Sint-Stefan.

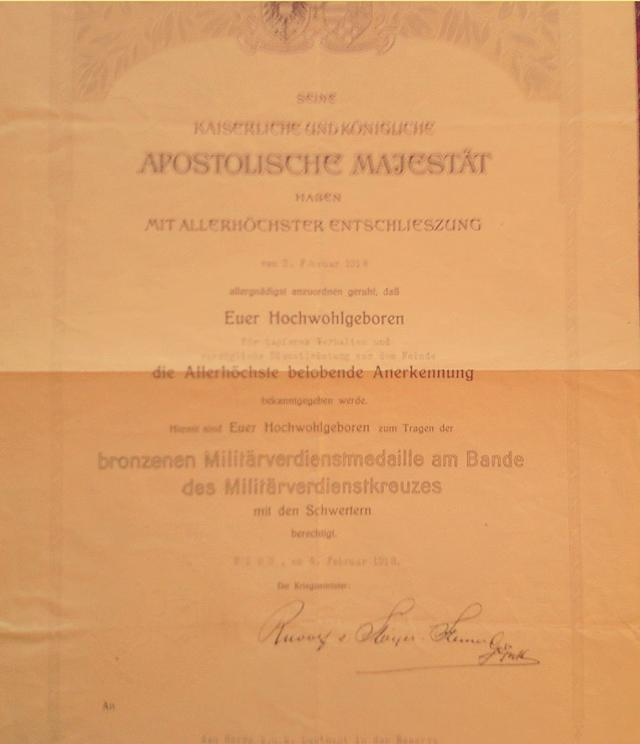
Diploma behorende bij de onderscheiding.

Op 1 april 1916, midden in de Eerste Wereldoorlog, werd aan de dragers van drie Signia Lauretis verlof gegeven om een zilveren gesp op het lint te dragen. Op 13 december 1916 werden voor het eerst gekruiste zilveren zwaarden op het lint verleend voor dapperheid, bijzondere verdienste of bijzonder leiderschap. Die dag werd ook de "Grote Medaille voor Militaire Verdienste" ingesteld, een teken van "Allerhöchste besondere belobende Anerkennung". Deze gouden medaille werd 17 maal verleend, vier generaals kregen de medaille tweemaal.
Na de dood van Frans Jozef werden medailles met het portret van zijn neef en opvolger, keizer Karel I van Oostenrijk, gemunt. Deze vooruitstrevende keizer wilde de dubbelmonarchie hervormen en gelastte dat, als uiterlijk teken van de gelijkwaardigheid van de beide staten, in het vervolg twee kronen, de Rudolfinische keizerskroon en de Kroon van Sint-Stephanus als verhoging boven de medaille moesten worden aangebracht. Omdat twee zo ongelijke kronen boven een medaille moeilijk zijn om vorm te geven werden zij met een lauwertak als een verbindend element gegoten.
De zilveren medaille werd ongeveer 10.000 maal toegekend, de bronzen medaille is met ongeveer 30.000 verleningen algemener. 57 Hongaren kregen de -zilveren- medaille driemaal.
Men droeg de medaille aan een driehoekig opgemaakt lint op de linkerzijde van de borst. Omdat ook Pruisische officieren, bijvoorbeeld Paul von Hindenburg deze onderscheiding verleend kregen ziet men ook Pruisisch opgemaakte linten in een "u-vorm". Ook Oostenrijkse militairen die na de "Anschluss" in 1936 deel van de Wehrmacht uit gingen maken gingen hun Signum Laudis uit de Eerste Wereldoorlog of Balkanoorlog aan een Pruisisch opgemaakt lint dragen.
Er zijn geen verleningen aan dames, en dus ook geen medailles aan een strik, bekend.
De dragers ontvingen een diploma. Aan de onderscheiding waren geen privileges of pensioenen verbonden.

## Een nieuw "Signum Laudis" van Karel I van Oostenrijk
Op 30 april 1918 werd door de nieuwe keizer en koning Karel I van Oostenrijk een "Zivil-Verdienstmedaille", ook wel "Ziviles Signum laudis" ingesteld. De militaire onderscheiding kreeg nu een civiele evenknie. OOk dit moest in de gedachten van de keizer een van de meest gewaardeerde onderscheidingen van de Dubbelmonarchie worden. Het zou de laatste van de door de Habsburgers gestichte orden en medailles te zijn. In november 1918 stortte het keizerrijk ineen.
Officieel heette de medaille "Medaille voor Burgerlijke Verdienste", (Duits: "Zivilverdienstmedaille", meestal " Meritis-Medaille" genoemd. Deze de Meritismedaille werd aan een rood lint met brede witte middenstreep gedragen. De ronde medaille droeg op de voorzijde het portret van Karel I van Oostenrijk in zijn uniform van Veldmaarschalk. Het rondschrift luidt: CAROLVS·D·G·IMP·AVST·REX BOH·ETC·ET H·N·IV·REX APOST·HVNG. Op de keerzijde staan binnen een krans van lauweren en eikenblad de woorden SIGNUM LAVDIS.
De medailles werden in verguld en verzilverd metaal uitgereikt.

## Het Signum Laudis in het interbellum
In 1921 maakte de Hongaarse regent Miklós Horthy bekend dat ook Hongarije een Signum Laudis (Hongaars: "Katonai Érdemkereszt") zou verlenen. Er kwamen na 14 juni 1922 twee uitvoeringen.
- "Signum Laudis voor "volkomen erkenning" aan een groen lint.
- "Signum Laudis voor "volkomen en bijzondere erkenning" aan een groen lint met rood-witte bies.

De eerste medaille was voor burgers, de tweede voor militairen.
De medaille werd ook tijdens de Tweede Wereldoorlog aan de aan Duitse zijde vechtende Hongaarse officieren toegekend. Men verleende de medaille wederom aan een oorlogslint en soms ook met gekruiste zwaarden op het lint.
De medaille werd omgedoopt tot "Medaille met de Heilige Kroon" ("Medaille mit der Heiligen Krone"). Hongarije kende ook een Orde van Verdienste die in het Hongaars "Magyar Érdemrend, Signum Laudis polgári" heette.